# Studio DC: Almost Live
Studio DC: Almost Live è uno special girato per Disney Channel. I personaggi sono le star di Disney Channel e I Muppets; insieme cantano delle canzoni. Lo special è diviso in due show: il primo andò in onda giovedì 4 giugno 2009 (durante "Sonny tra le stelle").

## Cast

### Episodio 1
- Dylan e Cole Sprouse (Presentatori) - Zack e Cody al Grand Hotel
- Brenda Song - Zack e Cody al Grand Hotel
- Ashley Tisdale - High School Musical, High School Musical 2, High School Musical 3, Zack e Cody al Grand Hotel, Phineas e Ferb
- Miley Cyrus - Hannah Montana
- Phill Lewis - Zack e Cody al Grand Hotel
- Jonas Brothers - Camp Rock
- Billy Ray Cyrus - Hannah Montana

### Episodio 2
- Selena Gomez (Presentatrice) - I maghi di Waverly
- Demi Lovato - Camp Rock - Sonny tra le stelle
- David Henrie - I maghi di Waverly
- Jake T. Austin - I maghi di Waverly
- Moisés Arias - Hannah Montana
- Jason Earles - Hannah Montana
- Jason Dolley - Cory alla Casa Bianca, Buona fortuna Charlie
- The Cheetah Girls - Cheetah Girls: One World

### Muppet
- Steve Whitmire - Kermit, Beaker, Rizzo il Ratto, Statler
- Dave Goelz - Gonzo, Zoot, Waldorf
- Eric Jacobson - Animal, Miss Piggy, Fozzie
- Bill Barretta - Dr. Denti, Chef Svedese, Pepe il Re dei Gamberi.
- David Rudman - Scooter, Janice.
- Matt Vogel (Voce di Jerry Nelson) - Floyd Pepper